# Lista de unidades federativas do Brasil por PIB

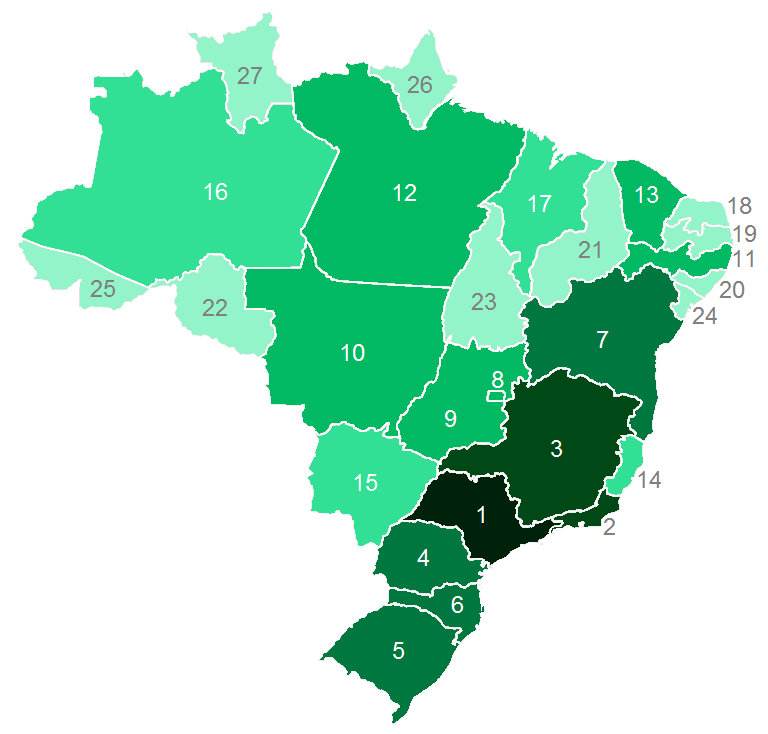
Mapa das unidades federativas do Brasil por PIB em 2022. em reais:

Esta é a lista das unidades federativas do Brasil por produto interno bruto (PIB) nominal, publicada em 2024 e referente ao ano de 2022, com valores em reais brasileiros.

## Lista de unidades federativas do Brasil por PIB
| + 2,5 trilhões + 800 bilhões + 400 bilhões | + 200 bilhões + 100 bilhões até 100 bilhões |

| Posição | Unidade federativa  | PIB (R$ 1.000) | Participação em 2022 (%) |
| Em 2022 | Unidade federativa  | PIB (R$ 1.000) | Participação em 2022 (%) |
| ------- | ------------------- | -------------- | ------------------------ |
| 1       | São Paulo           | 3.130.333.000  | 31,1                     |
| 2       | Rio de Janeiro      | 1.153.512.000  | 11,4                     |
| 3       | Minas Gerais        | 906.731.000    | 9,0                      |
| 4       | Paraná              | 614.611.000    | 6,1                      |
| 5       | Rio Grande do Sul   | 593.634.000    | 5,9                      |
| 6       | Santa Catarina      | 466.274.000    | 4,6                      |
| 7       | Bahia               | 402.647.000    | 4,0                      |
| 8       | Distrito Federal    | 328.790.000    | 3,3                      |
| 9       | Goiás               | 318.586.000    | 3,2                      |
| 10      | Mato Grosso         | 255.527.000    | 2,5                      |
| 11      | Pernambuco          | 245.828.000    | 2,4                      |
| 12      | Pará                | 236.142.000    | 2,3                      |
| 13      | Ceará               | 213.601.000    | 2,1                      |
| 14      | Espírito Santo      | 182.549.000    | 1,8                      |
| 15      | Mato Grosso do Sul  | 166.407.000    | 1,7                      |
| 16      | Amazonas            | 145.140.000    | 1,4                      |
| 17      | Maranhão            | 139.789.000    | 1,4                      |
| 18      | Rio Grande do Norte | 93.819.000     | 0,9                      |
| 19      | Paraíba             | 86.094.000     | 0,9                      |
| 20      | Alagoas             | 76.066.000     | 0,8                      |
| 21      | Piauí               | 72.835.000     | 0,7                      |
| 22      | Rondônia            | 66.795.000     | 0,7                      |
| 23      | Tocantins           | 58.209.000     | 0,6                      |
| 24      | Sergipe             | 57.372.000     | 0,6                      |
| 25      | Acre                | 23.676.000     | 0,2                      |
| 26      | Amapá               | 23.614.000     | 0,2                      |
| 27      | Roraima             | 21.095.000     | 0,2                      |
| Total   | Total               | 10.079.676.000 | 100                      |

## Lista de regiões do Brasil por PIB

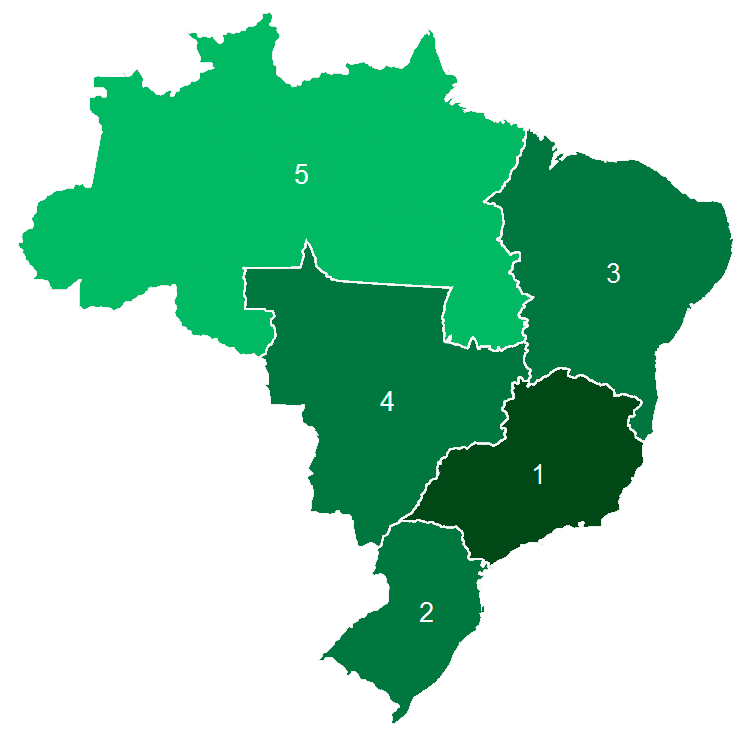
Mapa das regiões brasileiras por PIB em Real, 2022:

| > 3 trilhões > 1 trilhão > 500 bilhões |

| Posição | Região              | PIB (R$ 1.000) | Participação em 2021 (%) |
| Em 2022 | Região              | PIB (R$ 1.000) | Participação em 2021 (%) |
| ------- | ------------------- | -------------- | ------------------------ |
| 1       | Região Sudeste      | 5.373.125.000  | 53,3                     |
| 2       | Região Sul          | 1.674.519.000  | 16,6                     |
| 3       | Região Nordeste     | 1.388.050.000  | 13,8                     |
| 4       | Região Centro-Oeste | 1.069.310.000  | 10,6                     |
| 5       | Região Norte        | 574.672.000    | 5,7                      |

## Histórico do PIB
Lista das unidades federativas do Brasil por PIB nominal em Real de 2010 em mil.
| Unidade federativa  | PIB (R$) 1940 | PIB (R$) 1950 | PIB (R$) 1960 | PIB (R$) 1970 | PIB (R$) 2002 |
| ------------------- | ------------- | ------------- | ------------- | ------------- | ------------- |
| São Paulo           | 37.428.269    | 73.409.272    | 149.506.099   | 308.940.883   | 511.735.918,1 |
| Rio de Janeiro      | 26.711.210    | 42.482.831    | 77.840.626    | 138.546.914   | 171.371.994,0 |
| Minas Gerais        | 11.673.917    | 21.591.330    | 41.725.890    | 63.003.340    | 127.781.907,1 |
| Rio Grande do Sul   | 10.335.255    | 15.975.272    | 31.857.347    | 56.815.178    | 105.486.817,3 |
| Pernambuco          | 4.003.194     | 6.108.292     | 11.221.678    | 17.111.124    | 35.251.387,4  |
| Santa Catarina      | 2.916.109     | 5.543.876     | 12.064.657    | 22.714.692    | 55.731.862,6  |
| Bahia               | 2.861.629     | 4.229.159     | 9.672.714     | 15.805.007    | 60.671.842,4  |
| Paraná              | 2.692.343     | 7.998.952     | 21.360.861    | 32.918.267    | 88.407.076,8  |
| Ceará               | 2.200.967     | 3.874.864     | 7.403.989     | 9.889.066     | 28.896.188,6  |
| Pará                | 1.916.776     | 2.163.276     | 6.084.684     | 8.829.402     | 25.659.110,5  |
| Maranhão            | 1.755.952     | 1.979.875     | 5.663.311     | 7.696.328     | 15.448.775,4  |
| Paraíba             | 1.594.279     | 3.193.672     | 6.265.592     | 5.721.471     | 12.433.902,3  |
| Goiás               | 1.592.355     | 2.790.415     | 6.842.896     | 13.379.386    | 37.415.998,2  |
| Espírito Santo      | 1.459.034     | 2.812.739     | 4.587.370     | 9.391.035     | 26.756.050,3  |
| Piauí               | 1.205.765     | 1.065.120     | 2.077.937     | 3.393.809     | 7.425.109,0   |
| Mato Grosso         | 936.300       | 1.092.628     | 3.636.816     | 7.142.796     | 20.941.059,9  |
| Alagoas             | 852.190       | 1.431.757     | 2.772.035     | 4.256.632     | 9.812.400,5   |
| Rio Grande do Norte | 631.358       | 1.196.181     | 2.400.373     | 2.640.357     | 12.197.553,8  |
| Amazonas            | 570.349       | 659.053       | 1.597.578     | 2.351.079     | 21.791.162,0  |
| Sergipe             | 451.274       | 626.124       | 1.290.181     | 2.072.718     | 9.454.444,5   |
| Distrito Federal    | -             | -             | 50.403        | 23.595.548    | 56.137.983,8  |
| Mato Grosso do Sul  | -             | -             | -             | -             | 15.153.544,4  |
| Acre                | -             | -             | -             | 1.315.799     | 2.868.451,5   |
| Amapá               | -             | -             | -             | 912.941       | 3.291.534,1   |
| Rondônia            | -             | -             | -             | 692.646       | 7.779.880,0   |
| Roraima             | -             | -             | -             | 342.059       | 2.312.646,3   |
| Tocantins           | -             | -             | -             | -             | 5.607.173,1   |

## Nota
Em 1970, Amapá, Mato Grosso do Sul, Rondônia, Roraima e Tocantins não eram unidades federativas. À época, o Amapá existia como Território do Amapá; Rondônia existia como Território de Rondônia; e Roraima existia como Território do Rio Branco. O Acre foi elevado à categoria de estado em 1962. Dados disponíveis conforme organização política da época (ex: PIB de Goiás e Tocantins está junto e consta como "Goiás" até a data da emancipação do Tocantins).